# Kostjantyn Hryhoryschyn
Kostjantyn Iwanowytsch Hryhoryschyn (ukrainisch Костянтин Іванович Григоришин, auch als Konstantin Grigorishin bekannt; * 16. November 1965 in Saporischschja, Ukrainische Sozialistische Sowjetrepublik) ist ein Geschäftsmann aus der Ukraine, der inzwischen in Russland lebt.
Laut der Zeitschrift Forbes betrug sein Vermögen im März 2015 1,1 Milliarden US-$.

## Karriere
Hryhoryschyn wurde in der Großstadt Saporischschja auf dem Gebiet der heutigen Ukraine geboren. Er studierte am Moskauer Institut für Physik und Technologie und graduierte im Fachbereich Technische Physik. Ende der 1980er-Jahre stieg Grigorishin in den Handel mit Metall, Agrarerzeugnissen und Erdöl in der Sowjetunion ein.

### Nach 1991
Mit dem Zusammenbruch der Sowjetunion und den darauffolgenden Privatisierungen wurde Hryhoryschyn zu einem reichen Mann, indem er ukrainische Vermögenswerte günstig aufkaufte und später zu höheren Preisen weiterverkaufte. Hryhoryschyn wurde vor allem im Energiesektor aktiv, wo er mehrere lokale Versorger unter seine Kontrolle brachte, die schließlich Grundlage für sein Unternehmen, die Energy Standard Group, wurden. 1995 zog er zurück in die Ukraine und pflegte dort gute Beziehungen zu Pawlo Lasarenko, der von 1996 bis 1997 Ministerpräsident der Ukraine war. Nach dessen Rücktritt schmiedete Hryhoryschyn ein Bündnis mit dem Oligarchen Wiktor Medwedtschuk. 2002 zerbrach dieses als Hryhoryschyn auf Grund illegalen Waffen- und Kokainbesitzes für eine Woche inhaftiert wurde. Nach seiner Freilassung setzte sich Hryhoryschyn erneut nach Russland ab. Von dort unterstützte er 2004 die Orange Revolution in der Ukraine, außerdem pflegte er enge wirtschaftliche Beziehung zum späteren ukrainischen Präsidenten Petro Poroschenko, den er auch politisch unterstützte. Anfangs bestanden auch enge Beziehungen zu Wiktor Juschtschenko, der von 2005 bis 2010 Präsident der Ukraine war. Nachdem Hryhoryschyn 2008 Korruptionsvorwürfe gegen die Regierung Juschtschenkos erhob, zerbrach dieses Bündnis und Hryhoryschyn wurde sogar verboten, in die Ukraine einzureisen. Im Jahr 2010 erwarb Hryhoryschyn die zypriotische Staatsbürgerschaft.

### Unter Präsident Poroschenko
Umstritten ist Hryhoryschyns Rolle während der Präsidentschaft seines Vertrauten Petro Poroschenko. Ihm wird vorgeworfen in diesem Zeitraum im Stile eines Oligarchen seinen Einfluss auf die Regierung zu seinen eigenen wirtschaftlichen Gunsten genutzt zu haben, unter anderem indem er Vertraute in wichtige Ämter und Führungspositionen brachte. Immer wieder kamen auch Korruptionsvorwürfe gegen Hryhoryschyn auf, unter anderem bei Ausschreibungen im Energiesektor, der immer noch das wichtigste wirtschaftliche Betätigungsfeld für Hryhoryschyn darstellt. 2015 wurde in Russland ein Strafverfahren wegen Steuerhinterziehung gegen Hryhoryschyn eröffnet, infolgedessen hielt er sich wieder hauptsächlich in der Ukraine auf. Im April 2015 wurde er in Russland verurteilt, konnte aber auf Grund seiner Abwesenheit nicht verhaftet werden. Er nahm daraufhin die ukrainische Staatsbürgerschaft an.
2017 fällte der High Court of Justice ein Urteil gegen Hryhoryschyn und seine Energy Standard Group, demzufolge dieser 300 Millionen US-$ an Unternehmen seines ehemaligen Geschäftspartners Wladimir Lukyanenko zahlen muss. Grund für das Urteil ist die illegale Abführung von Gewinnen aus einem Joint Venture an dem beide beteiligt waren.

### Ostukraine-Konflikt
Im Rahmen des Kriegs in der Ukraine seit 2014 geriet auch Hryhoryschyn wieder in die Kritik. Grund dafür ist insbesondere die Luhansk Energy Association, die als Tochterunternehmen zu Hryhoryschyns Standard Energy Group gehört. Da Luhansk einer der Brennpunkte des Konflikts im Osten der Ukraine ist, wurde die geschäftliche Tätigkeit in dieser Region hinterfragt, da das Unternehmen beschuldigt wurde, mit seinen Aktivitäten die russischen Separatisten zu unterstützen.
Als Reaktion auf die Kritik gründeten die Separatisten einen eigenen Energieversorger, der viele Anlagen von der Luhansk Energy Association übernahm. Die enge Zusammenarbeit der beiden Unternehmen schürte Gerüchte um eine Zusammenarbeit Hryhoryschyns mit Russland. Von neuen russischen Sanktionen gegen ukrainische Geschäftsleute und Unternehmen vom 1. November 2018 war auch Hryhoryschyn betroffen.

## Politik
Hryhoryschyn nutzt sein Vermögen immer wieder, um Politiker oder politische Parteien zu unterstützen. Unter anderem unterstützte er Petro Poroschenko auf seinem Weg zur Präsidentschaft. Außerdem galt sein finanzielles Engagement insbesondere liberalen Parteien. Zudem unterstützt er gelegentlich auch die Kommunistische Partei der Ukraine. Hinsichtlich der Sowjetunion pflegt er eine gewisse Nostalgie, da er in ihr einen fortschrittlicheren und wohlhabenderen Staat als die heutige Ukraine sieht. Er verurteilt aber die totalitären Züge des Systems. Für die Ukraine hat er trotzdem große Visionen, er setzt auf einen wirtschaftlichen Aufschwung mit jährlichen Wachstumsraten von 6 bis 7 %. Öffentlich kritisiert er zudem immer wieder die Korruption und den Einfluss der Oligarchen, sieht sich aber selbst mit ähnlichen Vorwürfen konfrontiert.

## Sonstiges
Hryhoryschyn ist verheiratet und hat drei Kinder. Er ist ein bedeutender Kunstsammler, dessen Sammlung auf 300 Millionen US-$ taxiert wurde. Zudem ist er ein großer Fan des Schwimmsports. Um die Entwicklung dieses Sports zu fördern, hat er die International Swimming League gegründet, die zur Verbreitung und Kommerzialisierung des Sports beitragen soll.

## Belege
- Artikel über Grigorishin bei der Kyiv Post